# Sour Diesel
Sour Diesel é uma cepa híbrida com predominância de Cannabis sativa.

## Na cultura popular
Sour Diesel já foi mencionada em obras de Ryan David Jahn e Toby Rogers. A cepa deu nome a dois álbuns de rap do artista Doap Nixon, além de inspirar um single do produtor Dame Grease. A canção "Face-Off", do grupo Flatbush Zombies, que fala sobre o uso recreativo de drogas, também faz referência à Sour Diesel. A cepa é uma das favoritas do rapper Wiz Khalifa. No episódio 4 da terceira temporada da série de televisão Broad City, a Sour Diesel aparece como uma das cepas de maconha em posse de uma das protagonistas.